# Grande Calvario
Il Grande Calvario è un dipinto a olio su tavola (62x42 cm) attribuito a Jan Brueghel il Vecchio o a Hans Brueghel dei Velluti, databile al 1604 circa e conservato nella Galleria degli Uffizi a Firenze.

## Storia e descrizione
L'opera è citata da Luigi Lanzi per la prima volta nel 1782. Forse arrivò a Firenze come dono di Maria Maddalena d'Austria dalla madre Maria di Baviera, in occasione delle sue nozze con Cosimo II de' Medici.
L'opera mostra la scena della Crocifissione sul Calvario popolata da una moltitudine di personaggi, dall'effetto apparentemente caotico. Tutto intorno  si svolgono vari episodi della Via Crucis e della Passione, quali la cattura di Cristo (sullo sfondo), la costruzione della Croce, il Cristo deriso e l'innalzamento della Croce. Sullo sfondo si nota un paesaggio che si perde in lontananza in toni azzurrini e turchesi di ampio respiro, tipici della scuola fiamminga e olandese a cavallo tra XVI e XVII secolo.